# La Mort de Jules César
Pour les articles homonymes, voir La Mort de César.
Pour plus de détails, voir Fiche technique et Distribution.
La Mort de Jules César est un film muet français réalisé par Georges Méliès, sorti en 1907.

## Fiche technique
- Titre : La Mort de Jules César
- Réalisation : Georges Méliès
- Sociétés de production : Star Film
- Pays de production :  France
- Langue : film muet avec les intertitres en français
- Format : Noir et blanc — 35 mm — 1,33:1 — Muet
- Genre : Film dramatique, Film historique, Film biographique
- Date de sortie : 1907